# 圣阿梅尔 (莫尔比昂省)
圣阿梅尔（法語：Saint-Armel，法語發音：[sɛ̃.t‿aʁmɛl]）是法国莫尔比昂省的一个市镇，属于瓦讷区。

## 地理
圣阿梅尔（47°34'21"N, 2°42'38"W）面积7.95 平方千米，位于法国布列塔尼大區莫尔比昂省，该省份为法国西北部沿海省份，位于布列塔尼半岛南部，北起阿摩尔滨海省、西接菲尼斯泰尔省，南濒大西洋，东南接大西洋卢瓦尔省，东临伊勒-维莱讷省。
与圣阿梅尔接壤的市镇（或旧市镇、城区）包括：勒埃佐、叙聚尔、萨尔佐。
圣阿梅尔的时区为UTC+01:00、UTC+02:00（夏令时）。

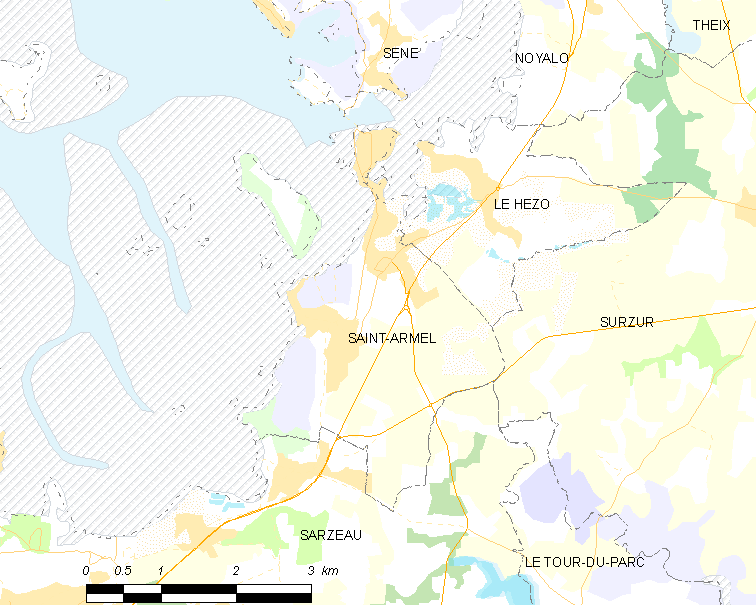
圣阿梅尔的OSM定位图

## 行政
圣阿梅尔的邮政编码为56450，INSEE市镇编码为56205。

## 政治
圣阿梅尔所属的省级选区为塞内县。

## 人口

1962-2008年间圣阿梅尔人口变化图示

圣阿梅尔于2022年1月1日时的人口数量为885人。